# Administrateur ad hoc
En droit français, l'administrateur ad hoc est une personne physique ou morale inscrite auprès d'une Cour d'appel et pouvant être appelée à devenir le représentant légal d'un mineur à l'occasion d'une procédure pour protéger ses droits.

## Conditions
L'administrateur ad hoc doit s'inscrire sur une liste tenue par la Cour d'appel, dressée tous les 4 ans et pouvant être actualisée chaque année.
Une personne physique doit remplir plusieurs conditions que sont :
- Etre âgée de 30 ans minimum et 70 ans maximum ;
- Justifier d'un intérêt suffisant pour les questions de l'enfance ;
- Avoir sa résidence dans le ressort de la cour d'appel ou dans celui d'une cour limitrophe ;
- Avoir un casier judiciaire vierge de condamnation pénale contraire à la probité et aux bonnes mœurs ;
- Ne pas avoir été sanctionnée disciplinairement ou administrativement pour des faits contraire à la probité et aux bonnes mœurs ;
- Ne pas avoir été frappée de faillite personnelle.

Une personne morale peut également s'inscrire si elle justifie que ses dirigeants remplissent les conditions liées à leurs casiers judiciaires et à l'absence de faillite personnelle. De plus, chaque personne de la personne morale pouvant devenir administrateur ad hoc doit respecter les conditions ci-dessus.
Les administrateurs doivent renouveler leur demande d'inscription tous les 4 ans en l'adressant au procureur de la République près le tribunal judiciaire du ressort de leur résidence. La demande est transmise à l'assemblée générale de la juridiction et au président du tribunal. Enfin, le procureur général près la cour d'appel saisit le président de cette même cour pour examen par l'assemblée générale.

## En procédure pénale
En procédure pénale, un mineur peut porter plainte seul. Toutefois, il doit être représenté pour les étapes qui suivent la plainte. L'administrateur ad hoc peut exercer les droits de la partie civile reconnus à un mineur au cours des phases d'enquête, d'instruction, de jugement et d'exécution de la décision de justice (dommages et intérêts).
Il remplace donc les parents en leur absence ou si les intérêts des parents sont en contradiction avec ceux du mineur (quand ils sont les auteurs de l'infraction).
L'administrateur ad hoc est désigné par le magistrat compétent, parmi les proches de l'enfant ou sur la liste de la Cour d'appel territorialement compétente,.

## En procédure civile
Le juge des tutelles est le magistrat compétent pour nommer un administrateur ad hoc quand les intérêts de l'administrateur légal ou des administrateurs légaux ou des représentants légaux sont en opposition avec ceux de l'enfant. Le juge peut être saisi par les administrateurs légaux, le ministère public, le mineur lui-même ou également se saisir d'office.
Le juge peut autoriser, en cas de pluralité d'administrateurs légaux, le second administrateur à représenter le mineur pour certains actes si ces intérêts à lui ne sont pas en contradiction.
L'administrateur ad hoc ne peut être un membre de la famille ou un proche du mineur. Le juge doit se référer à la liste prévue par l'article R53 du Code de procédure pénale.
La désignation de l'administrateur ad hoc peut faire l'objet d'un appel dans les 15 jours suivant la désignation.

## En procédure administrative
Depuis la loi française du 4 mars 2002, selon l'article L221-5 du code de l'entrée et du séjour des étrangers et du droit d'asile (CESEDA), le procureur de la République est chargé d'attribuer un administrateur ad hoc (AAH) aux mineurs non accompagnés qui se trouvent en zone d'attente.
Celui-ci représente le mineur dans toutes les procédures administratives et juridictionnelles relatives à son maintien en zone d’attente, afférentes à son entrée sur le territoire et, le cas échéant, relatives à sa demande d’asile à la frontière. Selon la loi, l'administrateur « assiste le mineur durant son maintien en zone d'attente ». Il rentre donc dans ses compétences, outre de représenter le mineur devant le juge des libertés et de la détention d'effectuer des signalements de danger au juge des enfants.